# Морская корона
Морская корона (лат. Corona navalis) — почётная награда (например, в Древнем Риме), изготовленная в виде золотой короны, увенчанной небольшими копиями носов парусных кораблей, которую вручали за героические подвиги на море, например тому, кто первым взошёл на борт вражеского корабля во время морских сражений.

## Символизм
Чаще всего, морская корона представлена в виде обруча, украшенного шестью (тремя видимыми) или восемью (пятью видимыми) носами парусных судов, средний показан прямым, боковые — симметрично повёрнутыми. Иногда нос и корма или нос и мачты с одним квадратным парусом представлены попеременно. Геральдическая расцветка короны чаще всего натуральная, то есть в цвете дерева, паруса белые, металлические части — золотые или серебряные, иногда голубые.
В геральдике морская корона установлена поверх щитов гербов морских судов и других подразделений, принадлежащих некоторым флотам. Герб состоит из круга с парусами и кормами кораблей, чередующиеся сверху.

## Галерея

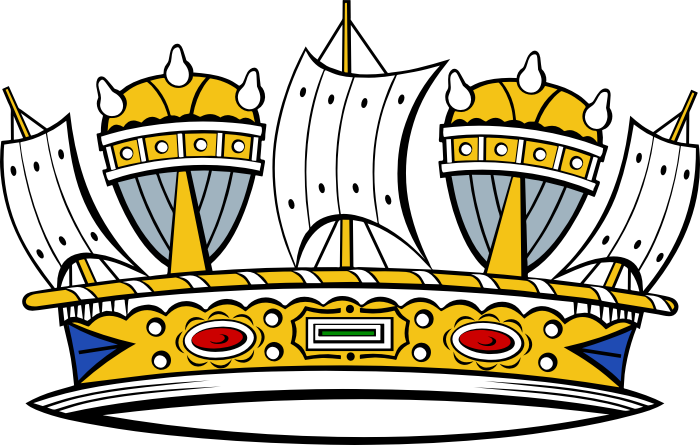
Пример морской короны
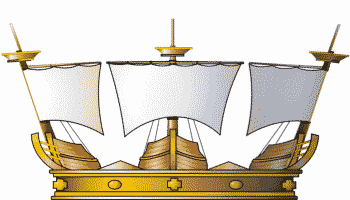
Corona navalis
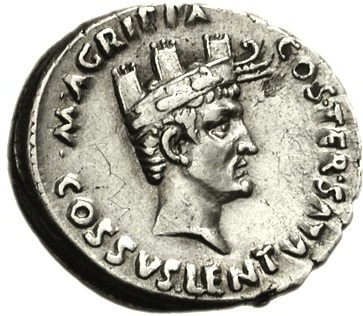
Марк Випсаний Агриппа в морской короне, в знак отличия его роли в битве при Акциуме
Морская корона на гербе ВМС Бразилии
Морская корона на Гербе Британской Территории в Индийском Океане
Военно-морская корона на гербе ВМС Чили
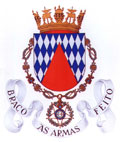
Морская корона на гербе португальской морской пехоты
Морская корона на гербе  города Бургас, Болгария